# Amelia Cuñat i Monleón
Amelia Cuñat i Monleón (València, 10 de març de 1878 - ibidem, 8 de juny de 1946 ) va ser una dibuixant, ceramista i col·leccionista de ceràmica valenciana.
Filla de Vicente Luis Cuñat Caruana i Teresa Monleón Rimbau, provenia d’una família de l’àmbit cultural i artístic valencià, especialment per part de mare. Era neta de l'arquitecte Sebastián Monleón i Estellés, i de l'actriu Rafaela Rimbau Saez, i neboda d'Enrique Gaspar i Rimbau i de Rafael Monleón i Torres.
Va realitzar centenars de dibuixos de taulellets i ceràmiques, i treballà directament en la realització del treball teòric més important de González Martí: La cerámica del Levante español, base fonamental per a l'estudi d'aquest camp. També va col·laborar amb l'Escola de Ceràmica de Manises, fundada el 1916, on va treballar amb altres ceramistes com Carmen Rives (o Ribes) o Dionisia Masdeu, dones que aconseguiren elevar la dignitat no reconeguda de les dones dedicades a la pintura de la pisa.
De família burgesa valenciana, molt relacionada amb el món artístic, va tenir un paper decisiu en l'àmbit de les relacions del seu espòs Manuel González Martí, amb el qual va contreure matrimoni en la Basílica de la Mare de Déu dels Desemparats, el 30 de maig de 1904. Amelia i el seu marit eren uns apassionats de la ceràmica, reunint al llarg de les seues vides una gran col·lecció de ceràmica, donada finalment a l'Estat per a la creació d'un museu a la ciutat de València, el Museu de Ceràmica de València.